# Al-Habbaniyya
Al-Habbaniyya (arabisch الحبانية, DMG al-Ḥabbānīya) ist ein Ort im Irak.
Der Ort befindet sich im irakischen Gouvernement al-Anbar. Al-Habbaniyya liegt am rechten Ufer des Euphrats etwa 80 km westlich von Bagdad und auf halber Strecke zwischen Falludscha und Ramadi.
Der Ort ging aus der von 1934 bis 1937 gebauten Royal-Air-Force-Basis RAF Dhibban hervor, die später RAF Habbaniya genannt und bis zum 31. Mai 1959 von den Luftstreitkräften des Vereinigten Königreichs betrieben wurde. Die ausgedehnte Basis und ihr Flughafen waren ein wichtiges Zentrum der britischen Präsenz im Mittleren Osten.
Der nahegelegene al-Habbaniyya-See wurde nicht nur für Freizeitaktivitäten des Personals genutzt. Ab den späten 1930ern diente er als Landefläche für die Flugboote der Imperial Airways auf deren Flügen nach Indien.
1941 gab es im Rahmen des Militärputsches kurze, aber heftige Kämpfe um RAF Habbaniya, der von irakischen Streitkräften angegriffen wurde, die von Flugzeugen des Sonderstabs F der deutschen Luftwaffe von Mossul aus unterstützt wurden.
Nachdem die 2200 m lange Startbahn nicht mehr für die größer gewordenen Flugzeuge ausreichte, wurde 1952 auf dem benachbarten Plateau eine weitere Basis mit einer 4000 m und einer 3650 m langen Startbahn gebaut, die als Al Taqaddum Airbase oder Camp Taqaddum bekannt wurde (IATA-Flughafencode: TQD, ICAO-Code: ORAT).
Seit 1959 wird der Flughafen al-Habbaniyya von irakischen Streitkräften genutzt.